# Плоские кости
Плоские кости — кости скелета, площадь которых значительно преобладает над толщиной. К плоским костям относятся кости свода черепа и  лопатки, рёбра, тазовые кости. Основная функция плоских костей —   механическая защита (полости черепа, грудной полости). Помимо этого, плоские кости создают обширные поверхности для прикрепления мышц.

## Строение
Плоские кости образованы двумя тонкими пластинами компактного вещества, между которыми располагается губчатое вещество, содержащее красный (кроветворный) костный мозг, отвечающий за образование эритроцитов.  

## Окостенение
Окостенение плоских костей черепа осуществляется на основе соединительной ткани (эндесмальное окостенение). Окостенение остальных плоских костей осуществляется на основе хрящевой ткани (энхондральное окостенение).